# Shine (album Cyndi Lauper)
Shine è un album discografico di Cyndi Lauper pubblicato nel 2004 dalla Sony Music Japan.

## Il disco

### Produzione
L'album Shine è un album pop-rock, filtrato con un tono più o meno marcato, sia da elementi di musica elettronica, presenti nella maggior parte delle canzoni, che da strumenti come il sitar ed il fiddle.

### Tematiche
Le canzoni non sono legate l'una all'altra da un tema in particolare, ma spaziano su argomenti di ogni tipo.

### Brani
La canzone "Shine" ha un testo molto semplice, e risulta, concettualmente, sulla falsariga della canzone True Colors.
"It's Hard to Be Me"  («È difficile essere me») è stata scritta insieme a William Wittman e Rob Hyman, per alcune cadute accidentali della Lauper, dal palco, durante le sue esibizioni, ed in maniera del tutto inconsapevole riguardo al processo ad Anna Nicole Smith. In realtà It's Hard to be me è un brano di autocoscienza in cui la Lauper si mette in discussione e critica il giudizio negativo che gli altri hanno su di lei. Declinando l'offerta fatta nel 2002 da Anna Nicole Smith, per utilizzare "It's Hard To Be Me" nel reality show The Anna Nicole Show, per Cyndi Lauper questo brano è un ritorno alle origini ed è molto ben riuscito nelle esibizioni live, dove riacquista un tono di un certo spessore, con uno stile quasi punk-rock.
In Madonna Whore la Lauper analizza, da un punto di vista femminile, il complesso che secondo la psicoanalisi freudiana gli uomini hanno sulle donne.
Nell'album viene ripreso, con un nuovo arrangiamento, anche "Who Let In The Rain", in origine pubblicato nell'album Hat Full of Stars del 1993.

### Pubblicazione
L'album Shine era già pronto nel 2001, quando erano state fatte circolare delle copie promozionali stampate dalla Edel Music. A causa della bancarotta della casa discografica Edel, Cyndi Lauper riesce a salvare e a riavere i diritti di alcuni brani che riesce a far pubblicare in un EP omonimo, ed in un Singolo Remix, da una casa discografica indipendente, la Oglio Records.
Rispetto alla versione promozionale della Edel, l'album Shine, pubblicato nel 2004 dalla Sony Music Japan, prevede l'aggiunta di un'ulteriore canzone (I Miss My Baby).

### Promozione
La promozione di "Shine" avviene nel periodo in cui Cyndi Lauper promuove sia l'EP Shine, nel 2002, ed anche nel 2003, durante la partecipazione, come supporter, al "Farewell Tour" di Cher, quando tramite la Oglio Records riesce a pubblicare Shine Remixes.
L'album Shine è stato pubblicato ufficialmente solo in Giappone, qualche tempo più tardi, nel 2004, dove Cyndi Lauper è ancora sotto contratto con la Epic.
Shine e It's Hard to Be Me sono stati presentati, durante la promozione dell'EP Shine, anche nel programma "Music Summer Fest" sull'emittente NBC5 di Chicago, in cui Cyndi Lauper si esibisce in due momenti distinti della trasmissione TV.
Poco prima lo smembramento della casa discografica Edel, il brano Shine viene presentato e mandato in onda dalla rete televisiva A&E, nel programma "Pop Goes The 4th", nel 2001, in una performance dal vivo in cui Cyndi Lauper è accompagnata da un'intera orchestra.
Water's Edge è stata utilizzato nel film diretto da Elisabeth Dimon, Island Of The Damned (Terror Island).

## Tracce
1. Shine - 4:33 (Cyndi Lauper - William Wittman)
2. It's Hard To Be Me - 3:51 (Cyndi Lauper - William Wittman - Rob Hyman)
3. Madonna Whore - 3:34 (Cyndi Lauper - William Wittman)
4. Wide Open - 3:48 (Cyndi Lauper - Jan Pulsford)
5. Rather Be With You - 3:24 (Cyndi lauper - Marcello Nines - Doc Fleming)
6. Who Let In The Rain - 4:32 (Cyndi Lauper - Allee Willis)
7. Comfort You - 4:11 (Cyndi Lauper - Jan Pulsford)
8. Eventually - 5:28 (Cyndi Lauper - Ryuichi Sakamoto)
9. Valentino - 5:10 (Cyndi Lauper - Jan Pulsford)
10. This Kind Of Love - 3:53 (Cyndi Lauper - Marcello Nines)
11. Higher Plane - 4:13 (Cyndi Lauper - Jan Pulsford)
12. Water's Edge - 5:22 (Cyndi Lauper - Rob Hyman)
13. I Miss My Baby - 3:22 (Cyndi Lauper - Jan Pulsford)

## Tour
Sia Shine che It's Hard to Be Me sono stati presentati durante il tour promozionale dell'album At Last, ed inclusi nella scaletta del concerto di New York, tenutosi l'11 marzo 2004 a Townhall, pubblicato nel DVD "Live... At Last".

## Altre Pubblicazioni
Ci sono altre pubblicazioni, inerenti all'album Shine:
- Shine (2002) [EP]
- Shine Remixes (2003) [Singolo, MAXI]
- Live... At Last (2004) [DVD, concerto live]
- Queer as Folk - The Last Season (2005) [colonna sonora]